# Dve Mogili
Dve Mogili (en búlgaro: Две могили) es una ciudad en el noreste de Bulgaria, que forma parte de la provincia de Ruse. El nombre de la ciudad significa en búlgaro "dos colinas". Es el centro administrativo de la comunidad de municipios (obshtina) que tiene también el nombre de Dve Mogili y se encuentra en la parte occidental de dicha provincia.  
La ciudad de Dve Mogili está situada a 35 kilómetros al sureste de Ruse que es la capital de la provincia. Está a 70 km al oeste de Razgrad , 21 km al noreste de Byala y 55 km al este de Svishtov. La ciudad está situada en la parte oriental de la llanura montañosa del Danubio, a una altitud de 242 m, y ocupa el territorio de una meseta de loess muy aplanada, caracterizada principalmente por un relieve plano, pero también con lugares cortados por valles cortos y profundos como el del río Lom. El clima es continental moderado, con veranos calurosos e inviernos fríos.   

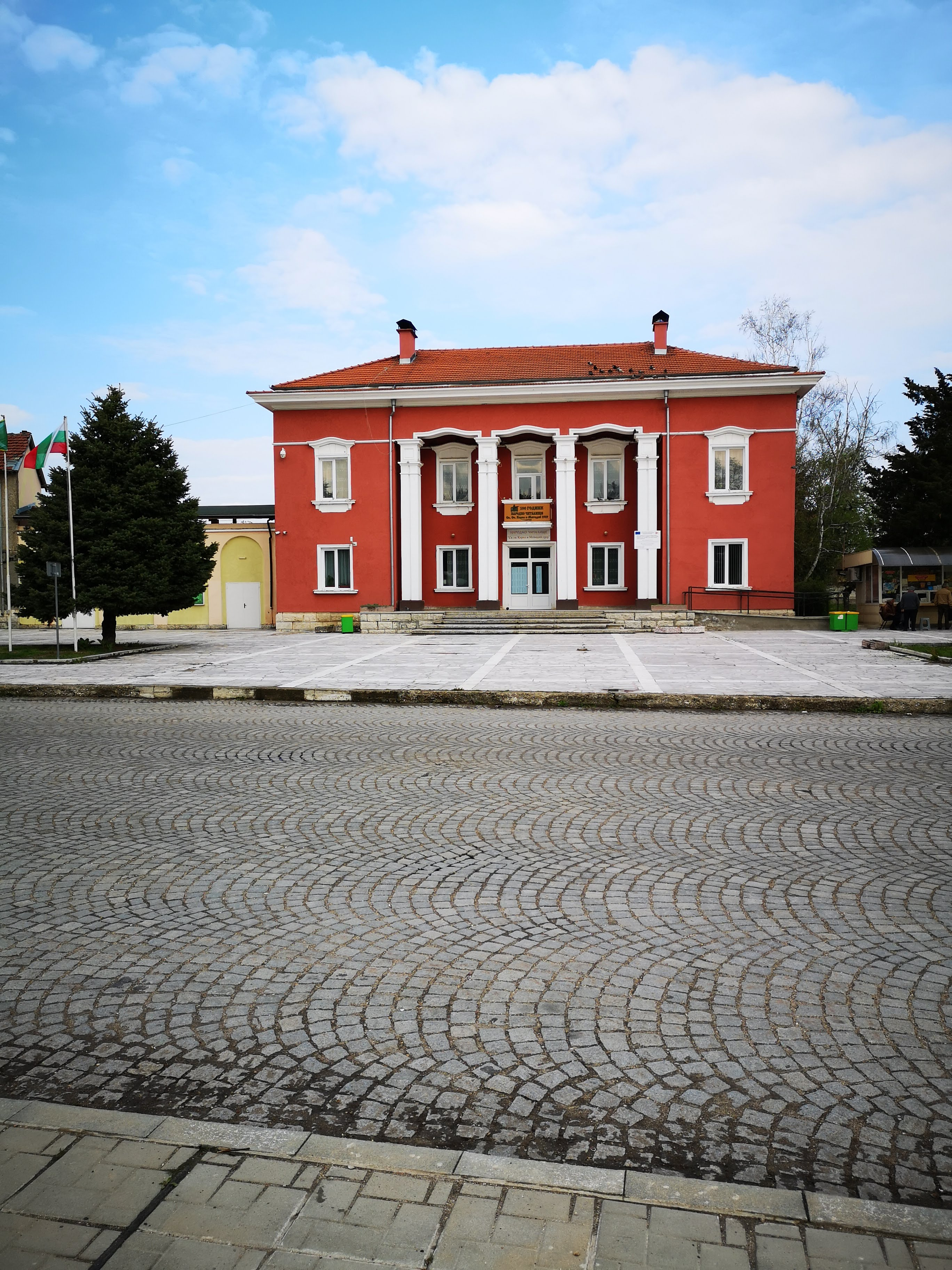
Chitaliste de Dve Mogili

En Dve Mogili hay una administración municipal, una estación de policía, una oficina de correos, una iglesia, un policlínico, una unidad médica rápida, una escuela secundaria general y una escuela secundaria profesional para la agricultura. También cuenta con lo que los búlgaros denominan una Chitalishte, una institución y edificio público búlgaro típico que cumple varias funciones a la vez, es un centro comunitario, una biblioteca y un teatro. También se utiliza como una institución educativa, donde personas de todas las edades pueden inscribirse en idiomas extranjeros, danza, música y otros cursos. El término chitalishte es un nombre compuesto, originado de la raíz eslava búlgara, chital- ( lectura ); y el sufijo -ishte ( lugar donde ocurre el verbo anterior ). La palabra chitalishte en la traducción significa "sala de lectura", un lugar donde los libros se guardan para uso público. La chitalishta del siglo XIX y principios del XX tuvo un papel crucial en la preservación y el desarrollo de la cultura búlgara y, por lo tanto, jugó un papel importante durante el Renacimiento Nacional de Bulgaria . Las primeras instituciones de este tipo surgieron hacia el final de la era otomana , en 1856, en las ciudades de Shumen , Lom y Svishtov .   
La ciudad se encuentra a ambos lados del ferrocarril. Línea Ruse-Gorna Oryahovitsa. La estación proporciona una conexión en dirección a Ruse-Gorna Oryahovitsa y Ruse-Sofía, y la estación de autobuses con los municipios vecinos y con las ciudades de Ruse, Byala y Borovo. Hay varias empresas que operan en las industrias de alimentos, industria ligera, eléctrica y transporte. La combinación natural de paisajes diversos crea condiciones favorables para el desarrollo de la agricultura y la ganadería.  
Dve Mogili fue el lugar en el que el héroe búlgaro, Hajduk voivoda Filip Totyu (1830-1907), se retiró y pasó los últimos años de su vida después de la Liberación de Bulgaria.

## Geografía

Bulgaria Dvemogili Municipality geographic map bg

La comunidad de municipios de Dve Mogili está situada en la parte oriental de la llanura montañosa del Danubio, y tiene una superficie de 345 km². Ocupa el 13.1% del territorio de la provincia de Ruse. La ciudad de Dve Mogili es el centro administrativo de dicha comunidad e incluye las doce poblaciones siguientes:
- Baniska
- Batishnitsa
- Bazovets
- Chilnov
- Dve Mogili
- Karan Varbovka
- Katselovo
- Mogilino
- Ostritsa
- Pepelina
- Pomen
- Shirokovo.

Uno de los  atractivos de la zona es la cueva Orlova Chuka, la segunda más larga en el país con 13,5 kilómetros de longitud. Fue descubierta accidentalmente en 1941.

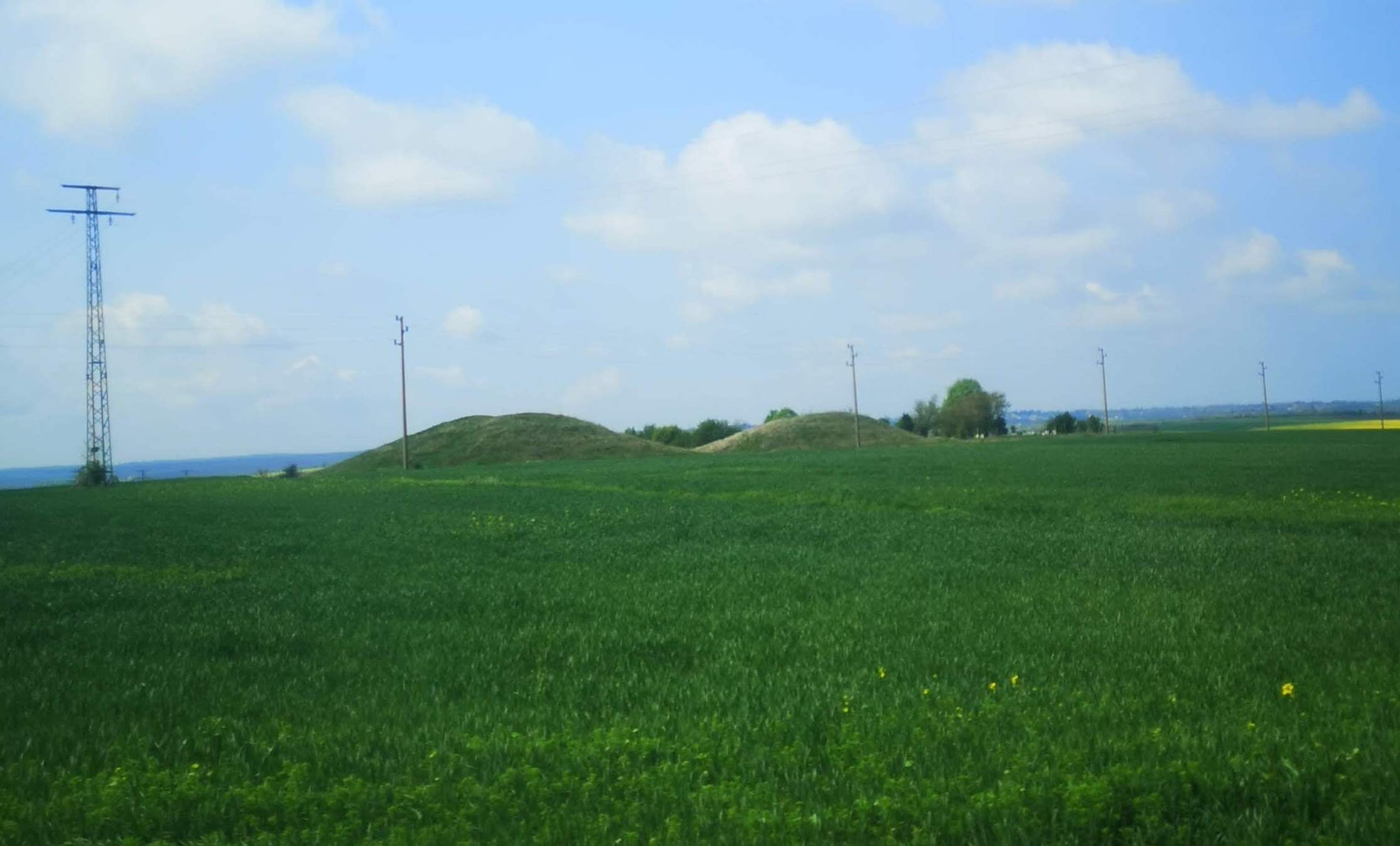
Dos Colinas - Afueras de Dve Mogili

## Historia

### Durante la Antigüedad y la Edad Media
Los restos más antiguos del asentamiento prehistórico se han encontrado en las cercanías de la cueva Orlova Chuka, cerca del pueblo de Pepelina. Se trata de  herramientas de piedra, huesos de oso y ciervos. Los especialistas los datan en torno al 40.000 a. C., durante el Paleolítico. También se ha encontrado cerámica con adornos de la Edad del Cobre en la misma zona y se ha constatado la existencia de asentamientos de esta época en los pueblos Katselovo y Karan Varbovka. A principios del siglo VI, los eslavos se asentaron en estas tierras, y en el siglo VII llegaron los protobúlgaros, fundadores del estado búlgaro. 

### Origen del nombre de la población
Se conocen los primeros registros escritos del nombre de Dve Mogili en documentos turcos guardados en la Biblioteca Nacional "St. Cirilo y Metodio". En su mayoría son registros fiscales a partir de los cuales podemos tener una idea del tamaño de la población, su carácter y el modo de vida de sus gentes. El nombre de la ciudad significa dos colinas, y deriva de dos colinas cercanas a la ciudad que se consideran originarias del tiempo de los romanos y que habían construido para controlar la vía romana que pasaba por allí. Dve Mogili aparece mencionado en documentos administrativos que datan de principios del siglo XV, período en el cual ya tenía una población búlgara. En 1656, la aldea estaba habitada por búlgaros y turcos. Durante la Guerra Ruso-Turca de 1877-1878, había 100 casas y una población de unos 550 habitantes.